# Lara Dutta
Lara Dutta (Ghaziabad, 16 aprile 1978) è un'attrice e modella indiana.

## Biografia
Ha vinto il concorso di Miss Universo 2000, nello stesso anno in cui Priyanka Chopra e Diya Mirza si sono aggiudicate rispettivamente i concorsi di Miss Mondo e Miss Asia Pacific, regalando all'India una memorabile triplice vittoria.
Ha recitato in vari film, sia per la cinematografia di Kollywood che per quella di Bollywood.

## Vita privata
Sposata dal 2011 col tennista connazionale Mahesh Bhupathi, ha una figlia, nata nel 2013.

## Filmografia

### Cinema
- Tu Chaalu Hai Re, regia di Yogesh Ishwar - cortometraggio (1998)
- Har Pal, regia di Ken Ghosh - cortometraggio (2000)
- Andaaz, regia di Raj Kanwar (2003)
- Mumbai Se Aaya Mera Dost, regia di Apoorva Lakhia (2003)
- La divisa (Khakee), regia di Rajkumar Santoshi (2004)
- Masti, regia di Indra Kumar (2004)
- Bardaasht, regia di Eeshwar Nivas (2004)
- Aan: Men at Work, regia di Madhur Bhandarkar (2004)
- Arasatchi, regia di N. Maharajan (2004)
- Insan, regia di K. Subhash (2005)
- Elaan, regia di Vikram Bhatt (2005)
- Jurm, regia di Vikram Bhatt (2005)
- Kaal, regia di Soham Shah (2005)
- No Entry, regia di Anees Bazmee (2005)
- Ek Ajnabee, regia di Apoorva Lakhia (2005)
- Dosti: Friends Forever, regia di Suneel Darshan (2005)
- Zinda, regia di Sanjay Gupta (2006)
- La paura nel cuore (Fanaa), regia di Kunal Kohli (2006)
- Alag, regia di Ashu Trikha (2006)
- Bhagam Bhag, regia di Priyadarshan (2006)
- Jhoom Barabar Jhoom, regia di Shaad Ali (2007)
- Partner, regia di David Dhawan (2007)
- Om Shanti Om, regia di Farah Khan (2007)
- Un incontro voluto dal cielo (Rab ne Bana di Jodi), regia di Aditya Chopra (2008)
- Billu, regia di Priyadarshan (2009)
- Do Knot Disturb, regia di David Dhawan (2009)
- Blue, regia di Anthony D'Souza (2009)
- Housefull, regia di Sajid Khan (2010)
- Chalo Dilli, regia di Shashant Shah (2011)
- Don 2, regia di Farhan Akhtar (2011)
- David, regia di Bejoy Nambiar (2013)
- Singh Is Bliing, regia di Prabhu Deva (2015)
- Fitoor, regia di Abhishek Kapoor (2016)
- Azhar, regia di Anthony D'Souza (2016)
- Welcome to New York, regia di Chakri Toleti (2018)

### Televisione
- Mission Ustaad - serie TV (2007)
- Beecham House - serie TV, 4 episodi (2019)
- Hundred - serie TV, 8 episodi (2020)
- Kaun Banega Shekhawati - serie TV (2020)